# Летят жерави
„Летят жерави“ (на руски: Летят журавли) е съветски филм, разгръщащ история от времето на Втората световна война. В него се обрисува жестоката същност на войната и вредите, претърпени от съветския народ във Великата отечествена война, както е известна в СССР. Режисиран е през 1957 г. в Мосфилм от съветския режисьор Михаил Калатозов (грузинец по произход). В него вземат участие Алексей Баталов и Татяна Самойлова. Печели Златна палма през 1958 г. в Кан, което е единственото такова постижение на съветското кино, въпреки че Великият прелом (1946) е един от 11-те финалисти на Гран при, което е предшественик на Златната палма.

## Сюжет
Фьодор Иванович е лекар, който живее заедно със сина си Борис, дъщеря си Ирина, майка им и племенника си Марк. Във филма се акцентира върху приятелката на Борис – Вероника, във времената на Втората световна война. Тази героиня е събирателен образ на съветските жени след войната.
Зазвучава призивът към войната и в страната се разгаря патриотичен плам. Борис решава да стане доброволец, за да отблъсне нападателите, което натъжава Вероника. Той е убит в тресавище, докато се грижи за спасяването на живота на друг войник. Той е документиран като изчезнал в бой и така нито Вероника, нито семейството му научават, че е бил убит.

## Оценка
Кинокритичката Джоузефина Уол отбелязва, че главната героиня Вероника е първостепенна в изграждането на пост-сталиниските филми с нейната по-усложнена, по-разностранна личност. Тя печели симпатиите на съветската и чуждестранната публика. Главната героиня в Жеравите, красивата Татяна Самойлова, превзема сърцата на европейските зрители. След като печели на Кан през 1958, светът отбелязва паметта на главния герой. Уол пише, че коментаторът от френското списание Liberation одобрително контрастира чистотата на Самойлова и нейната автентичност със западната женска икона Бриджит Бардо. Самойлова си спомня, че е получила часовник от източногерманските си почитатели по време на фестивал в страната. В него има надпис: „Най-накрая видяхме на съветския екран лице, а не маска“.

## Състав
- Татяна Самойлова – Вероника
- Алексей Баталов – Борис
- Василий Меркуриев – Фьодор Иванович
- Александър Шворин – Марк
- Светлана Харитонова (1932 – 2012) – Ирина
- Константин Никитин – Володя
- Валентин Зубков – Степан
- Антонина Боданова – бабата
- Борис Коковкин – Тиернов
- Екатерина Куприянова – Ана Михайловна